# Xaikh Ibrahim
Xaikh Ibrahim (persa ابراهیم) fou el 33è xirvanxah de Shirvan (o Shirwan), que va regnar del 1382 al 1418.

## Elecció com a sobirà
Era fill d'un príncep de la casa reiual dels Xirvanians, anomenat Sultan Muhammad. Va néixer a Shaki on la família tenia extenses propietats agrícoles. A la mort del xirvanxah Hushang el 1382, Ibrahim fou escollit per governar per la noblesa local

## Regnat
El 1386, Ibrahim es va sotmetre a Tamerlà. Després de la campanya del Caucas del 1395 Timur va acampar a Bugaz Kum on va passar el hivern i a l'inici de la primavera quan va baixar en direcció a Derbent creuant el Daguestan. Va passar per Derbend i Bakú, ciutats que l'obeien. L'amir Shaikh Ibrahim de Shirwan, que havia acompanyat a Timur durant tota l'expedició, va obtenir permís per avançar-se i entrar a Sheberan (Shirvan) on va preparar un gran banquet que va oferir a la cort. D'allí va anar a Xamaki i va acampar a la vora del riu Kur. A Shamaki, que pertanyia a Shaikh Ibrahim, aquest va donar una segona festa amb banquet. En una d'aquestes festes Ibrahim va fer els tradicionals regals a l'emperador que segons el costum mongola eren nou de cada cosa; quan li va entregar els esclaus només hi havia 8 esclaus i Tamerlà va preguntar a que es devia, contestant Ibrahim que ell era el nouè, ja que era l'esclau de Tamerlà. Ibrahim va córrer un gran risc`però se'n va sortir. Timur li va concedir diverses vestes i objectes d'or per a ell i per membres de la dinastia de Shirwan i els seus generals i li va concedir un diploma per la possessió perpetua i hereditària de Shirwan i Shamaki; li va encarregar la vigilància de Derbent i li va demanar de comunicar de qualsevol que passés per aquesta ciutat. Després d'uns dies al país va creuar el Kur i va anar a acampar a Akhtam ja a l'Azerbaidjan.
El 1398 a Delhi, Tamerlà va capturar un centenar d'elefants. Timur els va enviar a diversos punts del seu imperi als prínceps de la casa timúrida a Tabriz, a Siraz i a Herat, a Tahartan d'Erzincan i a Shaikh Ibrahim de Shirwan; els acompanyaven missatgers anunciant la victòria a la batalla de Delhi. Els elefants van arribar el 1399. En aquest any Ibrahim va demanar a Tamerlà confirmar com a senyor (wali) de Shaki a Sidi Ahmed Arlat, cosa que va obtenir.
El hivern del 1399 al 1400 Tamerlà es va dirigir al Kur que va creuar; allí se li van unir Shaikh Ibrahim de Shirwan i Sidi Ahmad de Shaki. L'exèrcit es va obrir pas pels boscos espessos, tallant arbres per formar un camí ample i van avançar per Kakhètia tot i que va nevar durant 20 dies seguits. Els georgians anaven manats per Comcha (Komja) el qual va haver de fugir; fou perseguit fins a Aksu i els soldats van tornar amb molt de bestiar saquejat; les cases i viles foren cremades.
Va participar amb Tamerlà a la campanya de l'Àsia Menor (Sivas, Kemakh i batalla d'Ankara copm a fites principals) del 1400 al 1403. En la campanya de Geòrgia del 1404, després de la conquesta de la fortalesa de Kurtin, li fou entregada l'esposa de Kral, el defensor de la fortalesa. El 1404 se l'esmenta encara al Karabagh i al mateix any en la campanya de Gilan, Abans de sortir cap a Shirvan a meitat de la primavera del 1404, se li van concedir diversos honors Per dos vegades el 1404 va estar al campament de Muhammad Umar ibn Miran Xah (a Alatagh primer i a Karabagh després) per homenatgear al príncep que havia estat nomenat virrei del Takhi-i-Hulagu.
Després de la mort de Tamerlà, Ibrahim va actuar amb independència. Muhammad Umar havia marxat a Awjan (a l'est de Tabriz) i s'havia dirigit a Sarai amb intenció de capturar a l'amir turcman Bistam Jagir (o Bistam Jaku) que anteriorment havia estat al seu servei. Bistam va obtenir l'aliança de Shaikh Ibrahim i mercès a la seva ajuda es va poder establir a Bardaa. Umar li va reclamar l'empresonament de Bistam però Ibrahim va respondre amb evasives que van irritar al príncep que va creuar l'Araxes i va acampar a un lloc anomenat Babi. Bistam, Shaikh Ibrahim i alguns aliats (el prínceps de Karaman, i Sidi Ahmad de Shaki) es van retirar de Bardaa, van travessar el riu Kur i es van fer forts a l'altre costat del riu, esperant l'atac. Muhammad Umar es va acostar a la zona i durant una setmana els dos exercits es van vigilar un a l'altra.
L'amir Bistam (Bistam Jagir), aliat de Shaikh Ibrahim de Shirwan, es va apoderat de Tabriz: es va presentar en aquesta ciutat on el governador Muhammad Dawati, que no estava en capacitat per resistir, li va enviar un delegat i es va acordar la rendició. Bistam Jagir va entrar a Tabril el 19 d'abril de 1406. Durant uns dies tot va anar be fins que Shaikh Ibrahim de Shirwan, que havia arribat i estava acampat a uns quilòmetres de la ciutat va començar a escoltar maledicències de Bistam. Shaikh Ibrahim finalment va fer arrestar a Mansur Jagir (el germà de Bistam) i al fill de Bistam. Aquest va reunir les seves forces i va sortir de Tabriz el 29 d'abril i es va dirigir a Sarai, emportant-se diversos presoners en els quals Dawati; va arribar a Muixkhin i va acampar al ilak de Feschar. Hi va haver alguna escaramussa amb la gent de Shaikh Ibrahim i aviat aquest va sortir cap a Tabriz; Bistam Jagir va acomiadar als tabrizis que anaven amb ell i es va dirigir a Ardebil. El 28 de maig Shaikh Ibrahim va entrar a la ciutat. Al cap d'uns dies va sortir i va acampar a Awjan. Allí va saber que el sultà jalayírida Ahmed ibn Uways anava cap a Tabriz i va manifestar que com que havia estat un fidel servidor d'aquesta dinastia i ara Tabriz estava sense amo, retornava al seu país i li deixava Tabriz. Va alliberar a Mansur Jagir i al fill de Bistam Jagir i els va enviar amb aquest i va retornar al Shirwanat.
A començament del hivern del 1408 al 1409 (en l'any 1408 encara) Kara Yusuf va saquejar diverses regions de Xaki, eludint a les forcers d'aquest territori, i algunes zones de Xirvan. El 24 de gener de 1409 el príncep kurd Izz al-Din Xir va desaconsellar al cap kara koyunlu d'enviar tropes al Xirvan; Kara Yusuf hi va enviar un ambaixador que va pactar la pau amb Xaikh Ibrahim i es va signar un tractar.
El 1410, quan el sultà jalayírida Ahmad ibn Uways va anar a conquerir Tabriz, va a demanar ajut a Xaikh Ibrahim de Xirvan que va enviar immediatament al seu fill Kayumurz. Aquest va arribar justament el dia en que Kara Yusuf i Ahmad es van enfrontar en una batalla decisiva a Asad, no gaire lluny de Tabriz (28 d'agost de 1410). En la batalla Ahmad va resultar ferit i els seus foren derrotats; el sultà es va amagar a Tabriz però fou denunciat i el cap turcman el va fer detenir, el va carregar de cadenes i el va fer condemnar a mort i fou penjat; Kayamurz va arribar quan la batalla ja havia acabat i va quedar en situació delicada; fou arrestat per ordre de Kara Yusuf que el va fer tancar a la fortalesa d'Arjish i va rebutjar una oferta de diners de Xaikh Ibrahim per la seva llibertat.
L'estiu del 1411 va enviar un ambaixador a Xah Rukh (que havia tornat a Herat el 2 de juny de 1411), que portava valuosos regals
El 26 de novembre de 1412 Kara Yusuf Kara Koyunlu, que dominava Azerbaidjan, va fer una incursió al Karabagh. També va enviar emissaris a Xaikh Ibrahim de Xirvan per acordar la pau, però aquest havia fet aliança amb Sidi Ahmad Arlat de Xaki i amb Constantí I, rei de Geòrgia, i la pau fou rebutjada. Kara Yusuf va travessar el riu Araxes i es van lliurar diversos combats menors fins a la decisiva batalla de Chalagan (desembre de 1412) i en els combats previs i la batalla es van fer presoners a Xaikh Ibrahim, el seu germà Xaikh Bahlul, el rei de Geòrgia Constantí I i el seu germanastre David. Constantí, David i 300 nobles georgians -aznauris- foren executats per ordre de Kara Yusuf que es diu que va matar a Constantí de pròpia ma (no obstant altres fonts diuen que el rei georgià va morir a causa de les greus ferides rebudes en la batalla). Xamakhi fou saquejada i Kara Yusuf va retornar després a Tabriz emportant-se un milió de caps de bestiar dels quals uns dos terços van morir de fred en el trasllat. Ibrahim va pactar que seria alliberat a canvi dels objectes valuosos carregats de pedreria que hi havia a la sala d'audiències de Xirvan; el seu germà Xaikh Bahlul fou alliberat quan es van pagar 200 tumans iraki i el cap religiós i cadi Mawlana Zahir al-Din va quedar lliure quan es van pagar 100 tumans iraki. Ibrahim va poder marxar a Xirvan a la primavera del 1413; a primers de maig de 1413 Kara Yusuf se’n va anar al seu ilak de l'Awjan. A Xirvan, Xaikh Ibrahim va intentar restaurar el país de l'estat en que les incursions dels turcmans l'havien deixat.
Va morir el 1418 i el va succeir el seu fill Khalil Allah.

## Fills
Ibrahim es va casar amb Bika khanum (+ 1435), una dona de la noblesa, amb la qual va tenir 11 fills i 1 filla:
- Khalil Allah - + 1465, successor.
- Kayumars - + vers 1412 empresonat per Kara Yusuf, alliberat i retornat a Ibrahim. Sospitós de complotar contra el seu pare fou executat provocant la represàlia de Kara Yusuf que va acabar a la batalla de Chalagan
- Gazanfar - (1398 - 1443) presoner de Kara Yusuf després de Chalagan, fou governador de Bakú durant l'absència de Khalil Allah.
- Kay Kubad - revoltat contra Khalil Allaj el 1425, executat per Xah Rukh.
- Ishaq - revoltat contra Khalil Allaj el 1425, executat per Xah Rukh.
- Asad Allah - empresonat per Kara Yusuf després de Chalagan.
- Manuxihr - empresonat per Kara Yusuf després de Chalagan, després va servir a Xah Rukh.
- Abd al-Rahman - empresonat per Kara Yusuf després de Chalagan.
- Nasrat Allah - empresonat per Kara Yusuf després de Chalagan.
- Hashim - empresonat per Kara Yusuf després de Chalagan. Revoltat contra Khalil Allah el 1425, executat per Xhah Rukh
- Farrukhzad - empresonat per Kara Yusuf després de Chalagan.
- Princesa Lal Bi Tukmak - casada amb Umar Xaikh, fill de Tamerlà, vers 1387